# Jägerkaserne (Löbau)

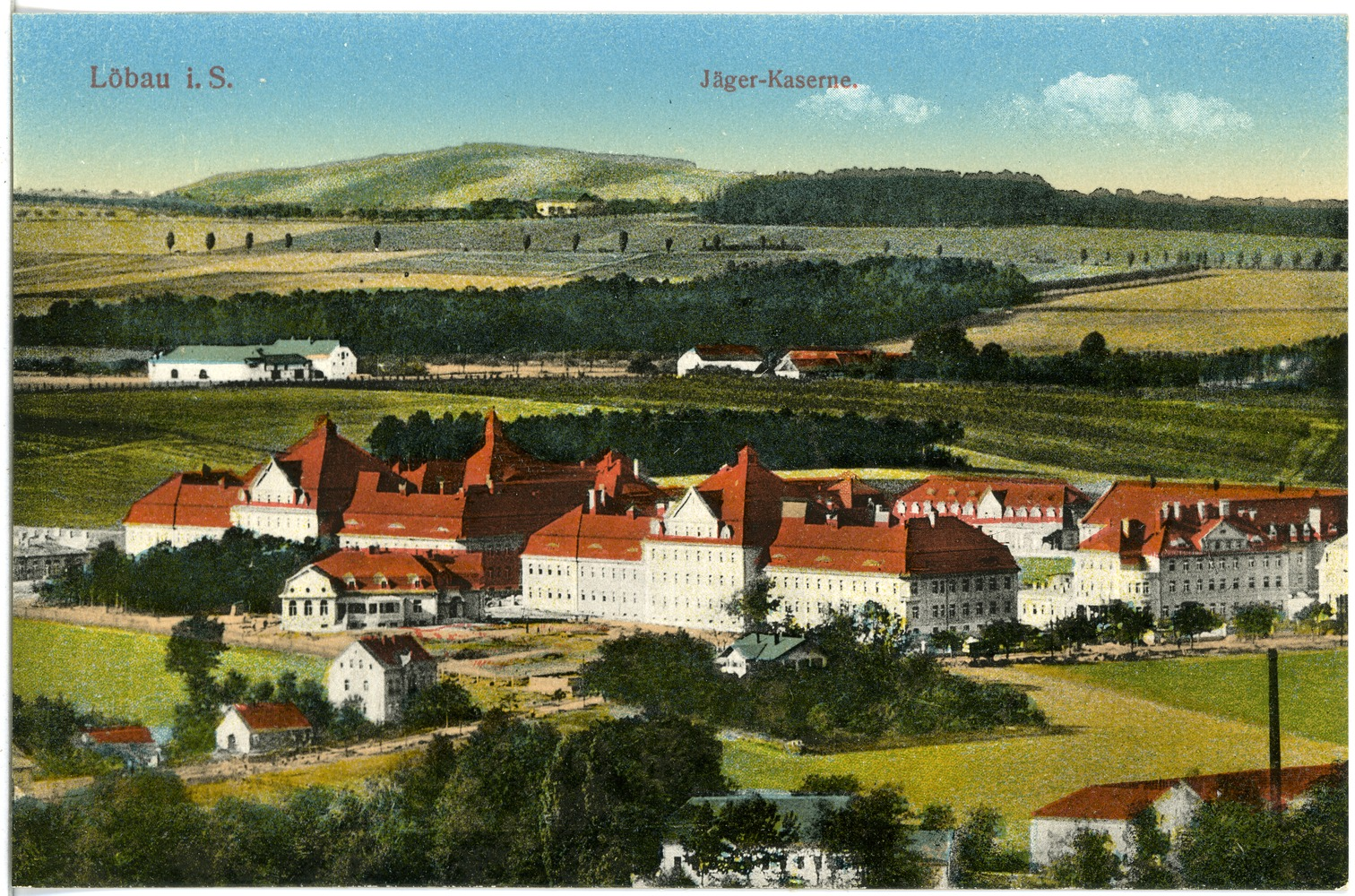
Darstellung der Jägerkaserne von 1914

Blick auf die Jägerkaserne vom Löbauer Berg

Die Jägerkaserne war eine Kaserne in Löbau, Sachsen. Sie wurde ab 1912 erbaut und erhielt nach der Einweihung den Namen „Jägerkaserne“. Die denkmalgeschützten Kasernengebäude befinden sich am heutigen Wilhelm-Leuschner-Platz.

## Geschichte
Nach der Ankündigung, dass 1914 das 1. Kgl. Sächs. Jägerbataillon Nr. 12 von Freiberg nach Löbau verlegt werden soll, wurde 1912 mit dem Bau der Jägerkaserne begonnen. Die Bauleitung übernahm Carl Hermann Uhlig aus Oberschöna. Das Jägerbataillon zog jedoch aufgrund seines Einsatzes im Ersten Weltkrieg nie in die neue Kaserne ein. Bis 1919 wurden die Kasernengebäude als Reservelazarett mit 500 Betten genutzt. Nach Auflösung des Lazaretts bezog ein Grenzjägerbataillon die Kaserne bis später das Ausbildungsbataillon des 10. Infanterieregiments dorthin verlegte.
Im April 1919 war ein Grenzjäger-Bataillon als vorläufige Reichwehreinheit in der Kaserne stationiert. Im Februar 1920 wurde die Stadt Löbau von der Reichswehr-Brigade XII darüber schriftlich in Kenntnis gesetzt, dass die Kaserne dauerhaft, zunächst mit 2 Kompanien des II. Bataillons des Infanterie-Regiment 10, belegt wird. Daraus entstand, mit der Aufstellung der 4. Infanterie-Division im Wehrkreis IV (Dresden), das Ausbildungs-Bataillon des Infanterie-Regiments 10, mit der 14. Unteroffiziersausbildungs-Kompanie sowie der 15. und 16. Soldatenausbildungs-Kompanie. Diese Einheit blieb während der gesamten Weimarer Zeit in der Stadt.
Nach der Erweiterung der Reichswehr zur Wehrmacht und der damit verbundenen  Wiedereinführung der allgemeinen Wehrpflicht wurde die Jägerkaserne umgebaut und erweitert. Zur Aufnahme und Ausbildung von Rekruten eines Ergänzungs-Bataillons wurde die Kasernenanlage um ein Barackenlager erweitert. Zwei Mannschaftshäuser und ein Küchengebäude entstanden im nördlich angrenzenden Gelände und auf dem Löbauer wurde ein Munitionslager errichtet. Ab Mitte 1935 war das III. Bataillon des Infanterie-Regimentes 52 und ein zugeteiltes Ergänzungs-Bataillon stationiert. Nach der Teilnahme des III. Bataillons an der Besetzung des Sudetenlandes im Oktober 1938 und dessen Eingliederung in das neue Infanterie-Regiment 103, übersiedelte diese Einheit in den Reichsgau Sudetenland und im Januar 1939 traf in der Kaserne dafür ein weiteres Ergänzungs-Bataillon aus Ostpreußen ein.
Nach 1945 diente die Jägerkaserne bis 1949 als Auffang- und Durchgangslager für Vertriebene aus Schlesien. Danach bezogen Einheiten der Kasernierten Volkspolizei die Kasernenanlagen. Aus diesen Einheiten wurde 1956 das Panzerregiment 16 der 7. Panzerdivision der Nationalen Volksarmee gebildet. Ab 1962 bezog die neugegründete Offiziershochschule der Landstreitkräfte „Ernst Thälmann“ die Kaserne, die Ende 1963 den Lehrbetrieb aufnahm.
Am 31. Juli 1991 erfolgte auf Befehl Nr. 3/91 des Truppenkommandos Ost die Auflösung der Hochschule, eine militärische Nutzung der Kaserne fand ab diesem Zeitpunkt nicht mehr statt.
Die denkmalgeschützte Jägerkaserne wird heutzutage unter anderem von der Bundespolizei und der Polizei des Freistaates Sachsen, der Agentur für Arbeit sowie verschiedenen Gewerbebetrieben und Kultur- und Freizeiteinrichtungen genutzt.
Der Verein „Garnison Löbau e. V.“ führt regelmäßig Militärfahrzeugtreffen auf dem Gelände der ehemaligen Jägerkaserne durch und betreibt die Dauerausstellung „Garnison Löbau von 1821–1991“.